# Галасник сірий
Галасник сірий (Corythaixoides concolor) — вид птахів родини туракових (Musophagidae).

## Поширення
Вид поширений в Південній Африці від півдня ДР Конго до півночі ПАР. Живе в акацієвих саванах, узліссі міомбо та галерейних лісах.

## Опис
Великий птах, тіло разом з хвостом сягає 47-51 см завдовжки. Вага птаха 200—300 г. Оперення рівномірно димчасто-сіре. На голові є чубчик заввишки до 7 см. Хвіст довгий. Дзьоб чорний.

## Спосіб життя
Живе на деревах. Трапляється невеликими сімейними зграями до 10 птахів. Живиться плодами, квітами, насінням, рідше комахами. Сезон розмноження залежить від регіону: липень-серпень в Анголі, квітень-листопад у Малаві, серпень-вересень у Замбії, вересень та грудень-квітень у Намібії та круглорічно в Зімбабве та ПАР. Гніздо у вигляду невеликої платформи з гілок будує самиця серед гілок акації на висоті 3-12 м. У гнізді 2-3 блідо-синюватих яйця. Насиджують обидва партнери. Інкубація триває 4 тижні. Перший політ пташенят відбувається приблизно через 4–5 тижнів після вилуплення. Однак вони все ще залежать від батьків впродовж декількох тижнів.